# Monogamia (biologia)

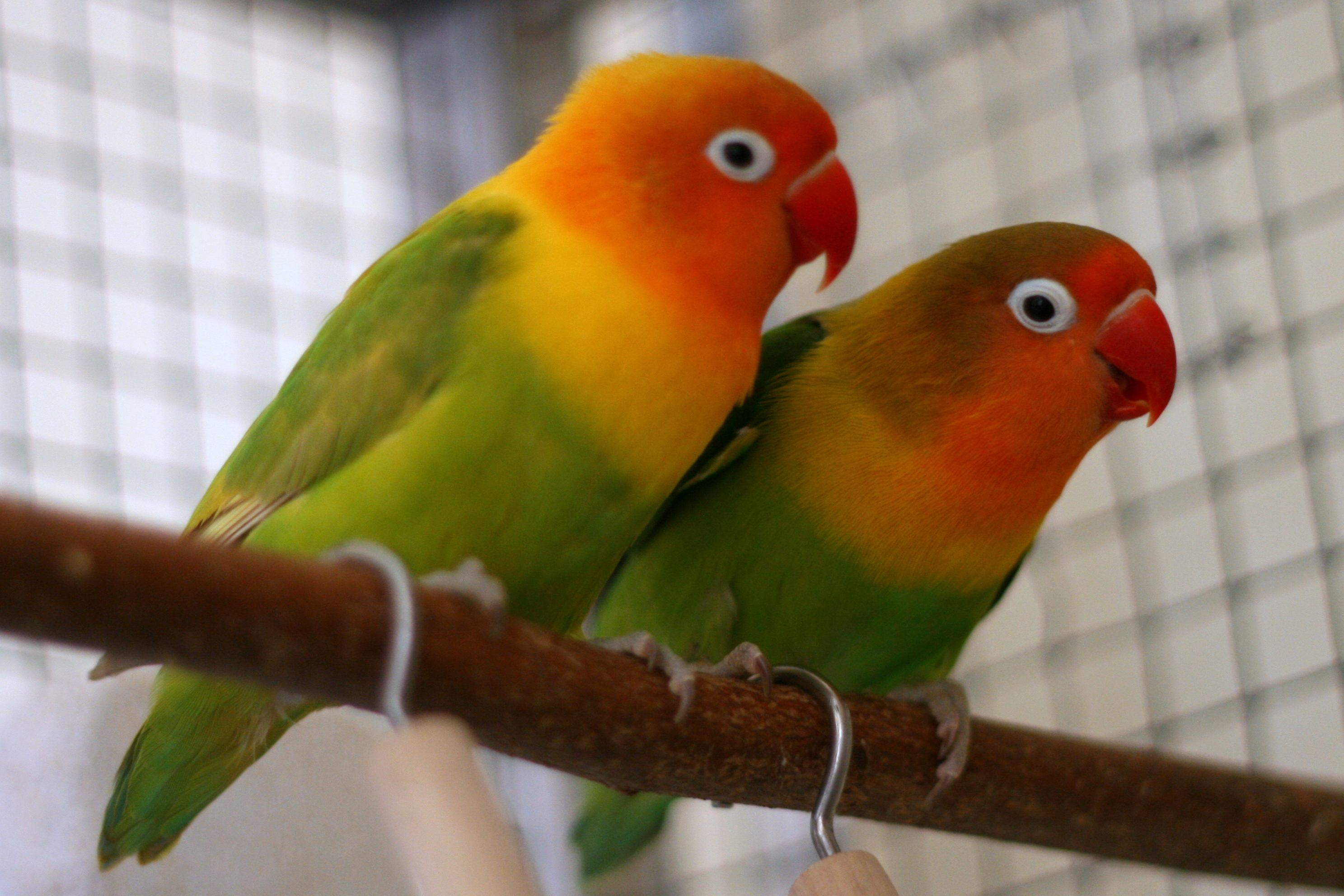
Papużki nierozłączki (agapornis) tworzą trwałe związki monogamiczne

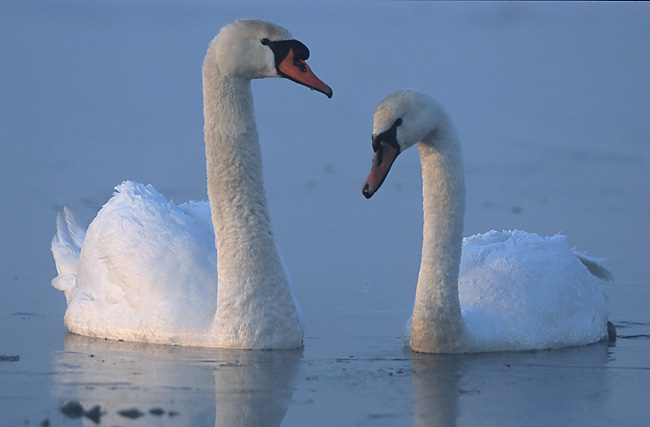
Łabędź niemy to gatunek monogamiczny. Rozpad pary łabędzi dotyczy mniej niż 2% wszystkich par

Monogamia (stgr. μονογαμία, od μόνος monos "jedyny" i γάμος gámos "poślubienie") – system kojarzeń polegający na okresowym lub stałym współżyciu jednego samca z jedną samicą. U niektórych gatunków (np. niektóre ptaki, ssaki i ryby) monogamia jest stałą cechą wszystkich osobników (gatunek monogamiczny).

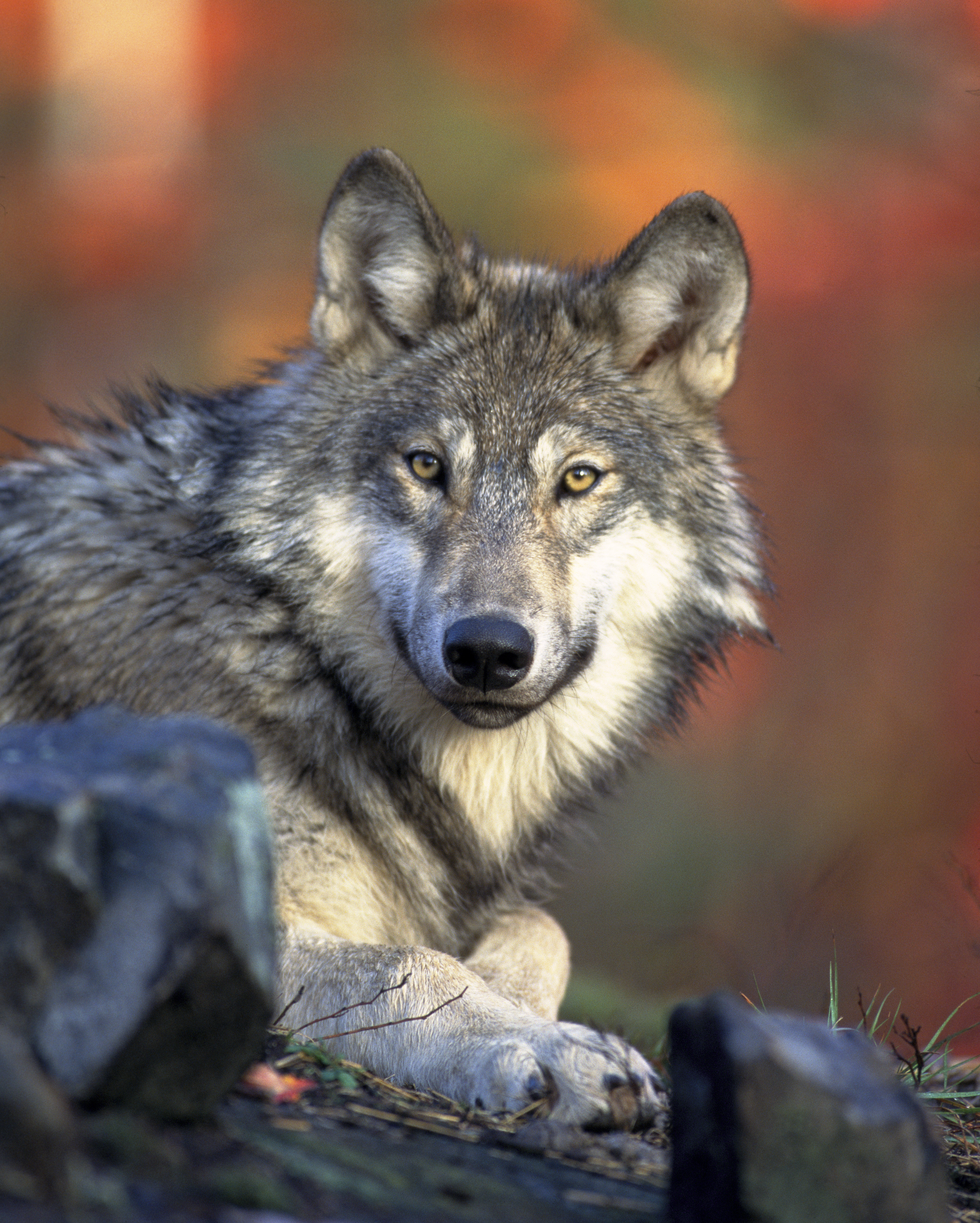
Biologia rozrodu u wilków oparta jest na monogamicznym systemie kojarzeń